# Саймонс, Генри Калверт
Ге́нри Ка́лверт Са́ймонс (англ. Henry Calvert Simons; 9 октября 1899 — 19 июня 1946) — американский экономист.
В 1920 окончил Мичиганский университет и сразу же после его окончания начал преподавать в Университете Айовы. В 1927 году перешёл в Чикагский университет, где и работал в течение всей жизни.
Представитель чикагской школы экономической теории. Входит в список «ста великих экономистов до Кейнса» по версии Марка Блауга.

## Основные произведения
- A Positive Program for Laissez-Faire, 1934
- «Налогообложение личного дохода: определение дохода как проблемы фискальной политики» (Personal Income Taxation: The definition of income as a problem of fiscal policy, 1938);
- «Экономическая политика в свободном обществе» (Economic Policy for a Free Society, 1948);
- «Федеральная налоговая реформа» (Federal Tax Reform, 1950).